# Annamie Paul
Pour les articles homonymes, voir Paul.
Annamie Paul, née le 3 novembre 1972, est une femme politique et avocate canadienne. Elle est cheffe du Parti vert du Canada du 3 octobre 2020 au 10 novembre 2021.
Elle est la première personne noire et la première femme juive à être élue cheffe d'un parti fédéral représenté à la Chambre des communes du Canada.

## Biographie

### Famille et formation
La mère d'Annamie Paul vient de Niévès et son père de Dominique. Elle a une sœur jumelle, Luther, et est la sœur aînée de l'actrice canadienne Ngozi Paul (en).
Annamie Paul grandit à Bramalea en travaillant comme page à l'Assemblée législative de l'Ontario dès l'âge de 12 ans, fonction qu'elle occupera ensuite au Sénat canadien. Elle réalise des études secondaires au Runnymede Collegiate Institute de Toronto, des études post-secondaires à l'Université d'Ottawa et détient un baccalauréat en droit ainsi qu'une maîtrise en affaires publiques de l'Université de Princeton. Elle est admise au barreau de l'Ontario en 1998.
Elle est l'épouse de l'avocat international des droits humains Mark Freeman et s'est convertie au judaïsme, religion de son mari.
Elle parle anglais, français, catalan et espagnol.

### Profession et engagement civique
Annamie Paul est fondatrice et directrice générale de 2001 à 2005 du Centre canadien pour le leadership politique, dont l'objectif est d'aider les femmes, les Autochtones et les personnes de couleur à occuper des fonctions publiques. 
Elle est cofondatrice du Barcelona International Public Policy Hub (BIPP HUB), un espace de travail collaboratif pour les entreprises sociales et ONG, conçu pour être un catalyseur des structures travaillant sur des défis mondiaux. Le hub soutient et héberge ainsi Democracia Abierta (en), version catalane d'openDemocracy, le site de vérification de faits Verificat ou le Climate Infrastructure Project.
En 2019, elle a cocréé la bourse 1834, qui vise à former de jeunes leaders politiques noirs canadiens, en lien avec l'opération Black Vote Canada.
Professionnellement, elle a occupé des postes liés à l'engagement civique et aux affaires internationales à la mission du Canada auprès de l'Union européenne et au bureau du procureur au Tribunal pénal international.

## Engagement politique
En 1996, Annamie Paul fait un stage auprès du député libéral Dominic Agostino, alors coprésident de la campagne à la direction de Gerard Kennedy. Par la suite, Paul déclare avoir réalisé ce stage afin de voir à quoi ressemble une campagne à la direction.
En juillet 2019, elle remporte la nomination du Parti vert du Canada pour les élections fédérales du mois d'octobre dans Toronto-Centre, fief du libéral Bill Morneau, alors ministre des Finances. Elle est largement devancée et termine quatrième, augmentant cependant fortement les appuis verts. Dans la même période, elle entre au cabinet fantôme du parti en tant que porte-parole pour les affaires internationales et quitte ce poste en février 2020 afin d'entamer sa campagne interne.
En janvier 2020, elle annonce sa candidature à la course à la chefferie du Parti vert du Canada. Le 3 octobre 2020, Annamie Paul est élue cheffe du Parti vert du Canada, devenant ainsi la première Canadienne noire et la première femme juive à être élue cheffe d'un grand parti politique au Canada. Elle remporte 54,53 % des voix au dernier tour de scrutin, battant sept autres candidats.
À la suite de l'annonce de la démission de Bill Morneau, elle annonce être à nouveau candidate dans Toronto-Centre à l'occasion de l'élection partielle d'octobre 2020. Avec 32,75 %, elle augmente son score de plus de 25 points et termine deuxième, battue par l'ex-journaliste et candidate libérale Marci Ien.
Elle se présente comme candidate dans Toronto-Centre lors des élections de 2021. Elle perd avec seulement 8,5 % des voix, en quatrième position, loin derrière la candidate libérale Marci Ien.
Elle annonce en conférence de presse, le 27 septembre 2021, qu'elle démissionne de la chefferie du Parti vert à la suite des performances du parti lors des élections fédérales canadiennes de 2021 mais aussi en raison des conflits internes qui sévissent au sein du groupe politique au sujet de sa propre capacité de direction. 
Annamie Paul explique, pour sa part, avoir vécu du racisme et de l'antisémitisme au sein de son Parti lors de son mandat. Elizabeth May, en réaction à ses affirmations, déclare à Paul que si de telles actions ont eu lieu, convoquer une enquête en bonne et du forme serait le mieux à faire.
Cependant, le 3 octobre, l'ancienne cheffe du Parti vert Elizabeth May affirme qu'Annamie Paul n'a toujours pas enclenché le processus de démission, causant des ralentissements pour enclencher les élections internes. Elle affirme, par ailleurs, qu'Annamie Paul aurait même dit au Conseil fédéral du parti qu'elle n'avait pas démissionné. Elle conserverait encore les communications du parti. Elizabeth May souhaite que Paul quitte le plus rapidement possible ses fonctions, tout en affirmant ne pas vouloir reprendre elle-même l'intérim.
L'aile québécoise du Parti vert aurait d'ailleurs eu de mauvais rapports avec Annamie Paul, au point où cette aile a adopté une plateforme dans laquelle la cheffe du parti n'a pas participé. Le 10 novembre 2021, elle démissionne formellement du parti.
C'est également à la suite des désaccords sur la question du conflit israélo-palestinien, en juin 2021, que la députée Jenica Atwin démissionne du Parti vert pour rejoindre le Parti libéral du Canada.
Sous Annamie Paul, les appuis envers le Parti vert auraient chuté, passant de 6,6 % en 2019 à 3,2 % en 2021.

### Résultats électoraux
| Candidat              | Parti                     | # de voix | % des voix |
| --------------------- | ------------------------- | --------- | ---------- |
| Marci Ien             | Libéral                   | 10 581    | 41,98 %    |
| Annamie Paul          | Vert                      | 8 250     | 32,73 %    |
| Brian Chang           | NPD                       | 4 280     | 16,98 %    |
| Benjamin Gauri Sharma | Conservateur              | 1 435     | 5,69 %     |
| Baljit Bawa           | Parti populaire du Canada | 269       | 1,07 %     |
| Keith Komar           | Libertarien               | 135       | 0,54 %     |
| Kevin Clarke          | Indépendant               | 123       | 0,49 %     |
| Dwayne Cappelletti    | Free Party Canada         | 76        | 0,30 %     |
| Above Znoneofthe      | Indépendant               | 56        | 0,22 %     |
| Total/Participation   |                           | 25205     | 30,93 %    |